# Rue de l'École-Polytechnique
La rue de l'École-Polytechnique est une voie du 5e arrondissement de Paris située dans le quartier de la Sorbonne au sommet de la montagne Sainte-Geneviève.

## Situation et accès

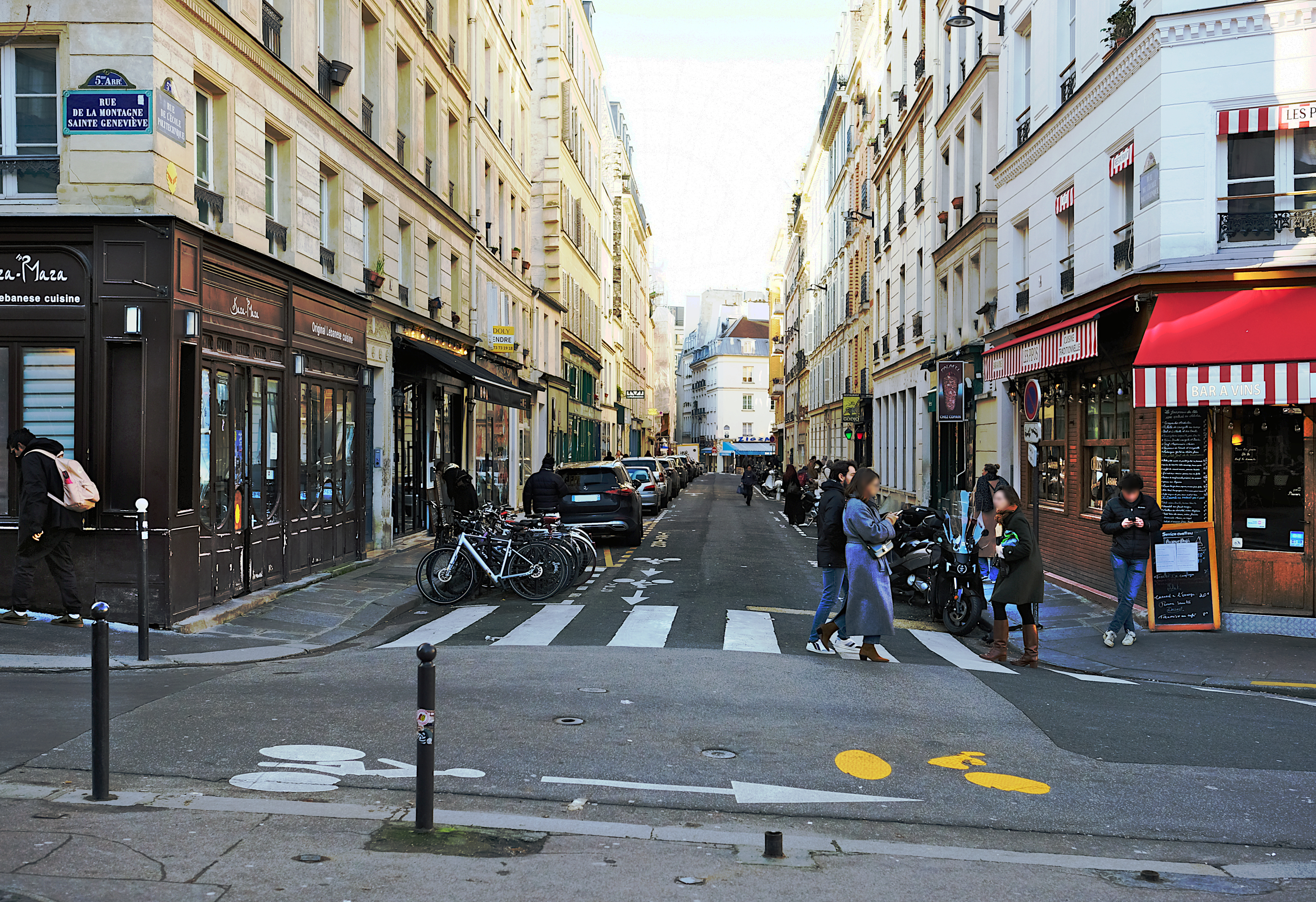
La rue en 2025.

La rue de l'École-Polytechnique est accessible par la ligne de métro 10 à la station Cardinal Lemoine située à proximité.

## Origine du nom
Cette rue tient son nom des bâtiments historiques de l'École polytechnique créés à proximité, en 1805, à laquelle elle aboutit.

## Historique
Cette rue a été ouverte sur l'emplacement du collège des Grassins et de l'hôtel d'Albret par une ordonnance du 8 novembre 1844.

## Bâtiments remarquables et lieux de mémoire

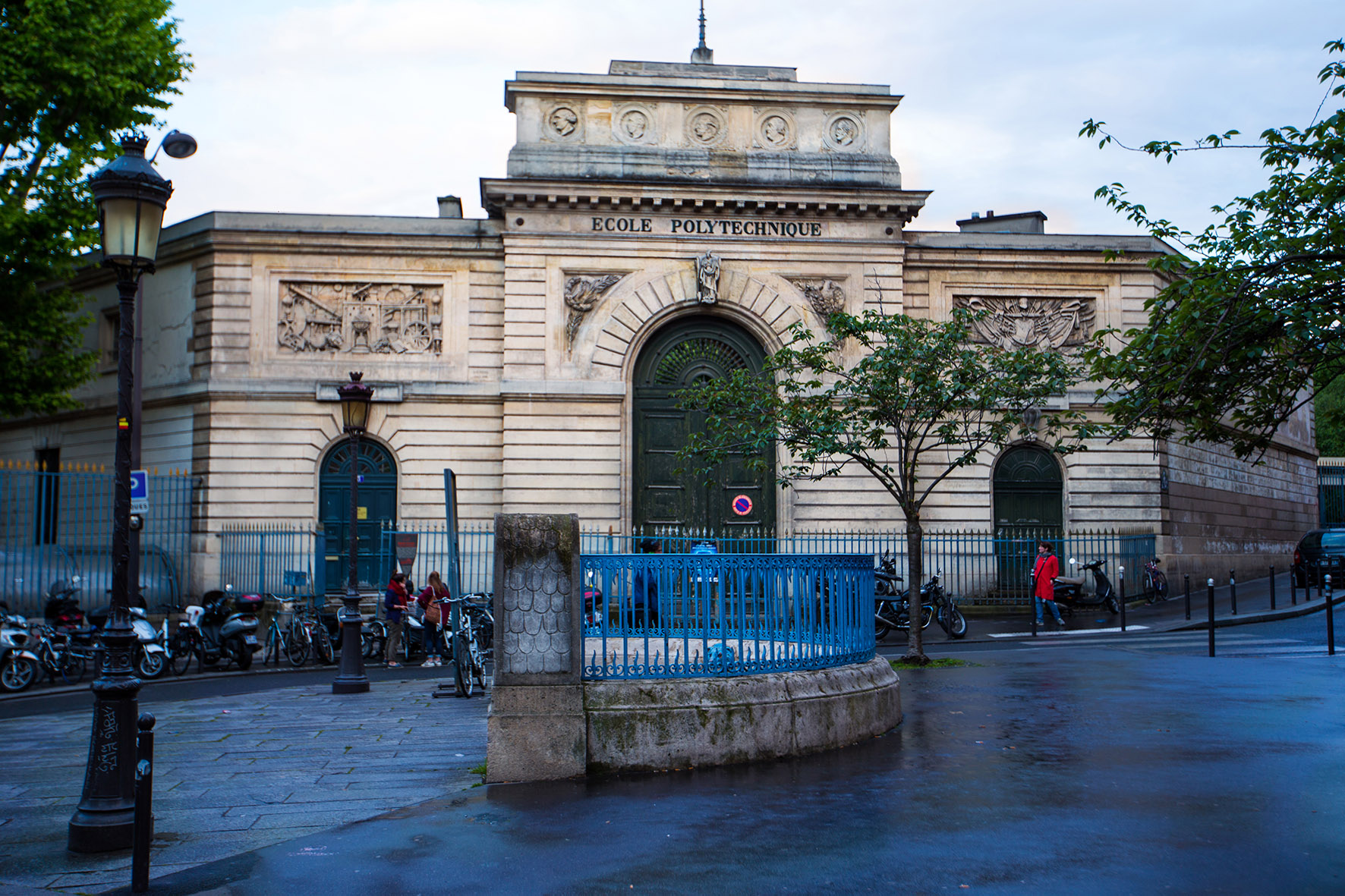
Anciens locaux de l'école.

- Les anciens locaux de l'École polytechnique.